# Yoshikiyo Koganei
Yoshikiyo Koganei (jap. 小金井 良精 Koganei Yoshikiyo; ur. 1859, zm. 1944) – japoński anatom i antropolog, działający w okresie Meiji. 

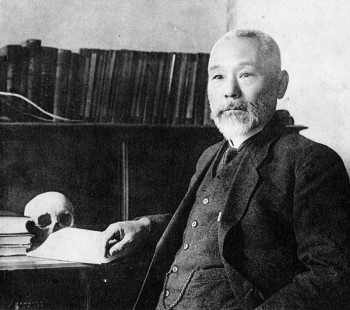
Yoshikiyo Koganei

Pomnik Yoshikiyo Koganei na Uniwersytecie Tokijskim

Jego ojciec należał do klanu Echigo Nagaoka. Uczył się w szkole Daigaku Tōkō, później przekształconej w szkołę medyczną Cesarskiego Uniwersytetu Tokijskiego. Ukończył ją w 1880 roku, następnie wyjechał do Niemiec studiować anatomię i histologię. Powrócił do Japonii w 1885 roku. W 1886 roku otrzymał katedrę anatomii Uniwersytetu Tokijskiego, tym samym został pierwszym profesorem anatomii w Japonii. 
W 1888 roku badał szkielety Ajnów; od tego czasu zajmował się również antropologią. 
Od 1893 do 1896 roku był prezydentem szkoły medycznej Cesarskiego Uniwersytetu Tokio. W 1893 roku utworzył Japońskie Towarzystwo Anatomiczne. W 1921 roku odszedł z uczelni, kontynuował jednak pracę naukową.
Jego żoną była Kimiko Koganei, pisarka, poetka i młodsza siostra Ōgai Mori. Hajime Hoshi, założyciel firmy farmaceutycznej Seiyaku Hoshi, był jego zięciem, a Shin'ichi Hoshi, pisarz s-f, jego wnukiem.